# رودى ويب
رودى ويب (بالإنجليزية: Rudy Wiebe)‏ (و. 1934  م) هو عالم عقيدة، وكاتب كندي، ولد في Fairholme, Saskatchewan ‏.

## التعليم
تعلم في Canadian Mennonite University ‏
.

## جوائز
حصل على جوائز منها:
- جائزة الحاكم العام للروايات باللغة الإنجليزية  [لغات أخرى]‏، عن عمل: A Discovery of Strangers ‏ في 1994
- ميدالية لورن بيرس [الإنجليزية]‏ في 1986
- جائزة الحاكم العام للروايات باللغة الإنجليزية  [لغات أخرى]‏، عن عمل: The Temptations of Big Bear ‏ في 1973
- نيشان كندا من رتبة ضابط